# Temnostoma altaicum
Temnostoma altaicum är en tvåvingeart som beskrevs av Nina Krivosheina 2004. Temnostoma altaicum ingår i släktet tigerblomflugor, och familjen blomflugor. Inga underarter finns listade i Catalogue of Life.